# Begum Om Habibeh Aga Khan
Yvonne Blanche Labrousse, maggiormente conosciuta con il nome Begum Om Habibeh Aga Khan (Sète, 15 febbraio 1906 – Le Cannet, 1º luglio 2000), è stata una modella francese, vincitrice del titolo di Miss Lione 1929 e Miss Francia 1930.

## Biografia
Figlia di Adrien Labrousse, autista di autobus, e della sarta Marie Bouet, originari di Lione, Yvette Labrousse fu incoronata Miss Lyon 1929 e, in seguito, Miss Francia 1930 a Parigi. In qualità di Miss Francia, la Labrousse rappresentò il proprio paese nel mondo. In Egitto incontrò il suo futuro marito, l'Aga Khan III, che sposò il 9 ottobre 1944. Yvette Labrousse, quarta moglie di Aga Khan III, si convertì all'Islam e prese il nome di Om Habibeh, diventando la begum degli ismailiti. Compì un viaggio a La Mecca nel 1955.
La Begum fu molto amata dal popolo per via della sua generosità e compassione nei confronti della povera gente. In riconoscimento del suo servizio, il marito le conferì il titolo sacro di Mata Salamat (Madre della Pace). Fu solamente la terza donna in quattordici secoli a cui venne riconosciuto questo titolo.
L'Aga Khan III morì il 1º luglio 1957 e, in conformità con i suoi desideri, Om Habibeh fece erigere un mausoleo in Egitto. Il mausoleo di Imam, ora chiuso al pubblico, divenne uno dei monumenti più visitato di Assuan. La moglie portò ogni anno una rosa rossa sul mausoleo e, proprio con il soprannome di "Rosa rossa", venne ricordata negli anni successivi. La sua relazione con l'Aga Khan III è ricordata come una storia d'amore leggendaria. Trascorse il resto della sua vita continuando a fare beneficenza in Egitto fino alla morte, avvenuta il 1º luglio 2000 all'età di novantaquattro anni.